# Rots
Rots é uma comuna francesa na região administrativa da Normandia, no departamento Calvados. Estende-se por uma área de 23,40 km². Em 2010 a comuna tinha 2 532 habitantes (densidade: 108,2 hab./km²).
Em 1 de janeiro de 2016 as comunas de Lasson e Secqueville-en-Bessin foram fundidas com Rots.